# Geneva-on-the-Lake
Geneva-on-the-Lake és una vila dels Estats Units a l'estat d'Ohio. Segons el cens del 2000 tenia 1.545 habitants.

## Demografia
Segons el cens del 2000, Geneva-on-the-Lake tenia 1.545 habitants, 665 habitatges, i 395 famílies. La densitat de població era de 293,9 habitants/km².
Dels 665 habitatges en un 30,2% hi vivien nens de menys de 18 anys, en un 38,5% hi vivien parelles casades, en un 15,8% dones solteres, i en un 40,5% no eren unitats familiars. En el 31,9% dels habitatges hi vivien persones soles el 9% de les quals corresponia a persones de 65 anys o més que vivien soles. El nombre mitjà de persones vivint en cada habitatge era de 2,32 i el nombre mitjà de persones que vivien en cada família era de 2,9.
Per edats la població es repartia de la següent manera: un 26,6% tenia menys de 18 anys, un 8,9% entre 18 i 24, un 31% entre 25 i 44, un 20,7% de 45 a 60 i un 12,8% 65 anys o més.
L'edat mediana era de 36 anys. Per cada 100 dones de 18 o més anys hi havia 96,9 homes.
La renda mediana per habitatge era de 29.583 $ i la renda mediana per família de 31.786 $. Els homes tenien una renda mediana de 28.375 $ mentre que les dones 20.655 $. La renda per capita de la població era de 15.860 $. Aproximadament el 15% de les famílies i el 19,1% de la població estaven per davall del llindar de pobresa.

## Poblacions properes
El següent diagrama mostra les poblacions més properes.